# Цалер, Ли
Ли Цалер (нем. Lee Zahler; 14 августа 1893, Нью-Йорк, Нью-Йорк — 21 февраля 1947, Голливуд, Калифорния) ― американский композитор и музыкальный режиссёр в кино с 1920 по 1947 год.
За свою карьеру он сочинил музыку к фильмам 1943 года «Бэтмен» и «Фантом», а также для нескольких сериалов студии Columbia Pictures. Цалер писал музыку для всех фильмов Columbia Pictures между 1938 и 1947 годами, за исключением «Бренда Старр, репортёр». Жанровая принадлежность его музыки это боевики, вестерны, приключения.

## Биография
Лев А. Цалер родился старшим из трех сыновей и дочерью австро-венгерских евреев Йозефом и Энни Цалер, которые иммигрировали в Соединённые Штаты в 1890-х годах. Его отец работал дизайнером рисунков для портного магазина. Собственная карьера Ли началась в Нью-Йорке, где он работал профессиональным пианистом. До 1933 года Цалер проработал более десяти лет в студии продюсера Ларри Дармура, где он сочинил музыку для короткометражных фильмов с участием комиков Микки Руни и Чарли Чейз. Затем он перешёл в музыкальную студию Columbia Pictures, где сочинил музыку для таких фильмов, как «Последний из могикан», «Родео», «Убить за золото» и «Бэтмен и Робин».

## Личная жизнь
Ли Цалер был женат на Розе Розенберге и имел от неё сына, композитора Гордона Цалера.

## Избранная фильмография
- Танцуй, девочка, танцуй (1933)
- Идеальная разгадка (1935)
- Мятеж впереди (1935)
- Рейнджер Рио-Гранде (1936)
- Эллери Куин, мастерский детектив (1940)
- Секретный агент Холт (1941)
- Возвращение паука (1941)
- Белый орел (1941)
- Расхитители Джунглей (1945)